# Western & Southern Financial Group Masters 2002
Cincinnati Masters 2002 — тенісний турнір, що проходив на кортах з твердим покриттям у місті Мейсон (Огайо, США) з 5 серпня. Належав до категорії Tennis Masters Series.

## Фінальна частина

### Одиночний розряд
Карлос Мойя —  Ллейтон Г'юїтт 7–5, 7–6(7–5)

### Парний розряд
Джеймс Блейк /  Тодд Мартін —  Магеш Бгупаті /  Максим Мирний 7–5, 6–3